# Прилуцька волость
Прилуцька волость — адміністративно-територіальна одиниця Прилуцького повіту Полтавської губернії з центром у повітовому місті Прилуки (до складу волості не входило).
Станом на 1885 рік — складалася з 25 поселень, 49 сільських громад. Населення 7265 — осіб (3808 осіб чоловічої статі та 3457 — жіночої), 1516 дворових господарств.
Найбільші поселення волості станом на 1885:
- Боршна
- Брідки
- Валки
- Дідівці
- Замістя
- Маціївка
- Полова
- Сорочинці

Старшинами волості були:
- 1900 року селянин Данило Антонович Скворцов[2];
- 1904 року селянин Іван Тимофійович Драний[3];
- 1913—1915 роках Яким Омелянович Самойленко[4],[5].